# Virginie Grimaldi
Virginie Grimaldi (ur. w 1977 niedaleko Bordeaux) – francuska powieściopisarka. Tworzy powieści w nurcie chick lit – odmianie literatury popularnej przeznaczonej dla kobiet.

## Życiorys
Urodziła się w 1977 roku w pobliżu Bordeaux, w departamencie Żyronda, we Francji. Chęć zastania pisarką narodziła się w niej podczas czytania zeszytów z poezją swojej babci. Pierwszy szkic powieści napisała w wieku 8 lat. W marcu 2009 roku zaczyna pisać bloga zatytułowanego „Femme Sweet Femme”, w którym publikuje pełne humoru spostrzeżenia na temat otaczającej ją rzeczywistości pod pseudonimem „Ginie”. Zyskujący na popularności blog skłania ją do opublikowania swojej pierwszej powieści. Bloga zamyka w 2018 roku.
W 2014 roku otrzymała drugą nagrodę „E-crire Aufeminin” ufundowaną przez Tatianę de Rosnay za opowiadanie „La peinture sur la bouche”. W 2015 roku opublikowała swoją pierwszą powieść „Le premier jour du reste de ma vie”. Jej druga powieść „Tu comprendras quand tu seras plus grande” wydana w 2016 roku sprzedała się we Francji w ponad milionie egzemplarzy. Prawa do jej ekranizacji wykupiła jedna z wytwórni. W 2017 roku jej trzecia powieść „Le parfum du bonheur est plus fort sous la pluie” znalazła się wśród dwunastu nominowanych dzieł w 48. edycji nagrody literackiej Prix Maison de la Presse. W 2018 roku według rankingu Le Figaro/GfK Virginie Grimaldi była na 6. miejscu wśród powieściopisarzy, którzy sprzedali najwięcej książek we Francji (w tym drugą najczęściej czytaną francuską autorką). W 2019 roku znalazła się na trzecim miejscu w zestawieniu Le Figaro/GfK najpopularniejszych francuskich pisarzy ze sprzedażą na poziomie 755 819 sztuk. Pod względem liczby sprzedanych książek wyprzedzili ją jedynie Michel Bussi oraz Guillaume Musso.
Opublikowała 5 powieści, które stały się bestsellerami we Francji.

## Twórczość literacka
Powieści
- 2015 : „Le premier jour du reste de ma vie”, wyd. City Éditions, ISBN 978-2-8246-0539-5
- 2016 : „Tu comprendras quand tu seras plus grande”, Paryż, wyd. Fayard, ISBN 978-2-213-68744-5
- 2017 : „Le parfum du bonheur est plus fort sous la pluie”, Paryż, wyd. Fayard, ISBN 978-2-213-70473-9
- 2018 : „Il est grand temps de rallumer les étoiles”, Paryż, wyd. Fayard, ISBN 978-2-213-70970-3
- 2019 : „Quand nos souvenirs viendront danser”, Paryż, yd. Fayard, 2019, ISBN 978-2-213-70983-3
- 2020 : „Et que ne durent que les moments doux”, Paryż, wyd. Fayard, 2020, ISBN 978-2-213-70984-0

Opowiadania
- 2014 : „La peinture sur la bouche”
- 2016 : „La Rencontre”

Zbiór opowiadań
- 2018 : „Chère Mamie”, wyd. Le Livre de poche, ISBN 978-2-253-10079-9
- 2020 : „Chère Mamie au pays du confinement”, wyd. Le Livre de poche, ISBN 978-2-253-07868-5